# Aborto en Chihuahua
La Interrupción Legal del Embarazo en Chihuahua (ILE) refiere al estatus legal que tiene en ese estado mexicano, donde el aborto inducido está parcialmente despenalizado y legalizado de facto desde mayo de 2024 (por los amparos en revisión AR 195/2023, AR 1019/2023 y AR 1036/2023 del Primer Tribunal Colegiado en Materias Penal y Administrativa del Decimoséptimo Circuito), a petición de cualquier mujer o persona gestante en la entidad sin especificar claramente el límite máximo del embarazo; además de las causales de violación, imprudencial, daño a la salud y fecundación asistida indebida.
Chihuahua la decimocuarta entidad federativa en México en despenalizar y legalizar el aborto, y la décima en hacerlo desde las jurisprudencias de 2021 y 2023 de la Suprema Corte de Justicia de la Nación (acciones de inconstitucionalidad AI 148/2017, AI 106/2018, AI 107/2018 y AI 54/2018; amparo en revisión AR 267/2023). Sin embargo, su Código Penal aún mantiene restricciones totales al aborto electivo. Su Ley General de Salud tampoco contempla ninguna disposición que regule estos servicios. Su Constitución establece un candado inconstitucional a la vida en gestación.
El caso de este estado es sui géneris pues las sentencias judiciales anteriorimente mencionadas obligan al gobierno local a informar y ofrecer servicios de aborto voluntario en unidades públicas de salud aún cuando el Congreso local se niegue a reformar las leyes locales correspondientes. Inclusive es posible denunciar y sancionar a las autoridades de salud si los hospitales y clínicas públicas en la entidad niegan o retrasan los procedimientos solicitados. Además, dichas resoluciones sí reconocen que las restricciones al aborto electivo por medio de la normativa penal son completamente inconstitucionales.
El 30 de enero del 2025, la Suprema Corte de Justicia de la Nación (SCJN) despenalizó el aborto en el estado de Chihuahua por unanimidad de votos, invalidando el artículo 143 párrafo primero y 146 proemio y la fracción I del Código Penal del Estado de Chihuahua que regulan la prohibición absoluta del aborto voluntario y los requisitos para acceder al aborto por violación.

## Marco normativo actual
|  |  |
|  |  |

### Regulación penal[7]
| Artículo | Concepto                                                         | Descripción |
| -------- | ---------------------------------------------------------------- | --- |
| 143      | Definición                                                       | La muerte del producto desde la concepción en cualquier momento del embarazo. |
| 143      | Sanciones por asistir en un aborto                               | 6 meses a 3 años de prisión si el aborto fuera con el consentimiento de ella. Al faltar su consentimiento, la pena es de 3 a 6 años; al usar violencia física o moral, se agrava de 6 a 8 años.                                            |
| 144      | Sanciones por asistir en un aborto y ser profesional de la salud | Además de las sanciones correspondientes al artículo 143, suspensión del ejercicio de su profesión por la misma cantidad de tiempo por la pena impuesta                                                                                    |
| 145      | Sanciones por aborto consentido                                  | 6 meses a 3 años de prisión a la madre que voluntariamente practique su aborto o consienta en que otros la hagan abortar. Se sanciona únicamente si el aborto fue consumado                                                                |
| 146      | Causales de exclusión de responsabilidad                         | 1) Producto como consecuencia de una violación. 2) Peligro de muerte o grave daño a la salud de acuerdo con el juicio del médico que la asista y confirmado por otro médico. 3) Resultado de conducta imprudencial de la mujer embarazada. |

## Iniciativas de despenalización
Su constitución política señala, en su artículo 5°, que "todo ser humano tiene derecho a la protección jurídica de su vida, desde el momento mismo de la concepción". El 18 de octubre del 2023, la SCJN determinó que los artículos 143, 145 y 146 son inconstitucionales.Ahora bien, estos candados a la vida en gestación son reconocidos por la SCJN desde 2021 totalmente inconstitucionales por lo que deben ser reformados.
Tras el fallo de la Suprema Corte de Justicia de la Nación del 7 de septiembre del 2021, la diputada del Partido Acción Nacional (PAN) Marisela Terrazas Muñoz presentó en el Congreso de Chihuahua una iniciativa, apoyada por su partido, para exhortar a los ministros de la Suprema Corte a reconsiderar los argumentos del fallo a favor de la despenalización del aborto. La actual gobernadora de Chihuahua, Maru Campos, también se encuentra en contra del fallo.
El 10 de marzo del 2022, una propuesta a favor de reformar el Código Penal, de manera que no se persiga la interrupción del embarazo, realizada por los partidos Del Trabajo, Morena y Movimiento Ciudadano fue boicoteada por los congresistas del PAN, quienes salieron de la sesión para que no hubiera quórum. Dicha sesión estuvo acompañada de protestas ciudadanas, con pañuelos verdes y azules, afuera del Congreso. En agosto del mismo año, una mujer obtuvo un amparo contra el delito de aborto con el apoyo de los colectivos Marea Verde Chihuahua y Aborto Seguro Chihuahua, lo cual es parte de una estrategia legal que busca garantizar condiciones para que, desde los centros de salud pública, se permita el acceso a un aborto libre, gratuito y seguro.
La exigencia para consolidar este derecho es mayor pues en 2023, la SCJN realizó otra jurisprudencia para declarar inconstitucional la penalización de aborto, de manera que se deben modificar el Código Penal Federal para eliminar el delito de aborto y las instituciones federales de salud deben prestar el servicio.
El 27 de mayo del 2024, un tribunal colegiado del Poder Judicial federal ordenó a la Secretaría de Salud del estado a difundir información y garantizar los servicios de aborto voluntario hasta las 12.6 semanas de gestación.Aunque la sentencia no obliga al Congreso de Chihuahua a reformar el Código Penal, el juzgado federal declaró que las autoridades estatales violan la Constitución al no garantizar el acceso a servicios de aborto voluntario en hospitales y clínicas públicas.Igualmente, esta sentencia refuerza la obligación que tienen las autoridades de salud de ofrecer el servicio, aún si el Congreso estatal no ha eliminado el aborto como delito del código penal.
El 30 de enero del 2025, la Suprema Corte de Justicia de la Nación (SCJN) despenalizó el aborto en el estado de Chihuahua por unanimidad de votos, invalidando el artículo 143 párrafo primero y 146 proemio y la fracción I del Código Penal del Estado de Chihuahua que regulan la prohibición absoluta del aborto voluntario y los requisitos para acceder al aborto por violación.

## Datos

### Estadísticas
Hasta la fecha y al igual que las otras entidades, a excepción de la CDMX, tanto la secretaría de salud como los servicios de salud del estado (SSCH) aún no pública, de manera accesible y constante, información sobre el número de procedimientos (totales, por año o por unidad de atención), sobre las usuarias o los usuarios (procedencia, edad, nivel educativo, estado civil, ocupación, número de hijos o semanas de gestación) o sobre el tipo de procedimiento.

### Unidades, procedimientos y requisitos
Hasta la fecha y al igual que las otras entidades, a excepción de la CDMX, tanto la secretaría de salud como los servicios de salud del estado (SSCH) aún no ha facilitado la información sobre procedimientos, requisitos o unidades de atención.
Según el Directorio de Servicios de Aborto Seguro, programa federal a cargo del Centro Nacional de Equidad de Género y Salud Reproductiva (CNEGSR), existe 1 unidad (hospital o clínica) pertenecientes al sistema de salud local para atender los casos, el cual es:
- Hospital General de Chihuahua "Dr. Salvador Zubirán Anchondo", ubicado en la colonia El Bajo de la ciudad de Chihuahua.

Y 4 unidades (hospitales o clínicas) del ISSSTE, los cuales son:
- Hospital Gernal "Presidente Gral. Lázaro Cárdenas", ubicado en la colonia Ángel Trías de la ciudad de Chihuahua.
- Clínica Médico Familiar Chihuahua, ubicado en la colonia Ángel Trías de la ciudad de Chihuahua.
- Clínica Médico Familiar Ciudad Delicias, ubicado en la colonia Centro de la ciudad de Delicias.
- Clínica Médico Familiar Ciudad Juárez, ubicado en la colonia Ana Elena Auza de la ciudad de Ciudad Juárez.

No se registra aún la instalación de otras clínicas privadas en las principales ciudades de la entidad.
Como indica la guía federal del Lineamiento Técnico para la atención del Aborto Seguro en México (siguiendo los estándares de la Organización Mundial de la Salud), en la actualidad, el legrado uterino instrumental se considera obsoleto, nocivo y está totalmente desaconsejado. En su lugar, los protocolos federales sugieren dos abordajes para interrumpir embarazos de manera segura y de calidad, siempre y cuando se realicen bajo las condiciones médicas correctas y en un contexto de legalidad:
- Aborto farmacológico, con el uso de mifepristona y misoprostol por diferentes vías (vestibular, vaginal o sublingual) ya sea combinado (ambas sustancias) o de manera individual (misoprostol únicamente). Ambos medicamentos provocan dilatación del cérvix y contracciones uterinas que contribuyen a la expulsión de su contenido. La dosis y vía de administración del tratamiento depende de las semanas de gestación o del antecedente de cirugías uterinas previas. Se considera no invasivo por lo que no necesita de un antibiótico profiláctico (previo a la intervención). En el régimen combinado (comparado con el individual) el tiempo para la resolución del aborto es menor (en horas o días) y suele haber menos molestias posteriores. Su éxito terapéutico podría disminuir conforme aumenta la edad gestacional. Antes de la semana 10, el procedimiento puede realizarse total o parcialmente autogestionado y con una asesoría o vigilancia mínima (ya sea por prestador/a de servicios de salud o por colectiva de acompañamiento). En cambio, entre la semana 10 y 12 se requiere mayor seguimiento y vigilancia por el personal especializado. Está contraindicado en presencia de inestabilidad hemodinámica y sepsis.
- Aborto quirúrgico, a través de la succión del producto con la ayuda de instrumentación médica de operación manual o eléctrica (como cánulas, tubos o bombas). Sí precisa de antibiótico profiláctico (previo a la intervención), así como de bloqueo paracervical y analgésicos. Las molestias posteriores serían mínimas y la resolución del aborto es inmediata. También es conocido como aspiración endouterina y es la primera elección cuando hay presencia de inestabilidad hemodinámica y sepsis.

Al tratarse de procedimientos médicos, se tiene la posibilidad de presentar pequeñas molestias que pueden controlarse satisfactoriamente si se toman las medidas preventivas y se sigue fielmente las recomendaciones del personal especializado. Estas pueden ser dolor cólico y sangrado transvaginal, ligeramente mayor a lo experimentado en una menstruación. La intensidad de lo anterior disminuirá de manera progresiva, aunque podría continuar en menor cantidad y de manera esporádica durante las primeras 4 a 6 semanas. También se puede experimentar algo de fiebre en las primeras 24 horas, la cual cederá con la ingesta de antipiréticos. Así mismo, para evitar el riesgo de infección, se deberán tomar medidas de higiene vaginal y no se recomienda tener relaciones sexuales en un periodo aproximado de dos semanas.
Igualmente, existe una pequeña posibilidad, y bastante infrecuente, de experimentar algunos riesgos. De esta manera, la o el paciente deberá buscar atención médica inmediata ante los siguientes datos de alarma: ausencia de sangrado o cantidad mínima de este (sobre todo entre las primeras 4 a 6 horas posteriores ya que puede indicar fallo en el procedimiento o un embarazo ectópico), un sangrado persistente y progresivo (que empape más de dos toallas higiénicas por hora durante dos horas consecutivas), secreción fétida, debilidad, mareo, reacciones alérgicas a algún medicamento (como exantemas o edemas faciales o bucales), así como fiebre o malestar general después de las primeras 24 horas.
En el primer trimestre, los procedimientos siempre deberían ser ambulatorios, por lo que pueden realizarse en cualquier unidad de primer nivel (centros de salud o clínicas familiares). En el segundo trimestre se requeriría de atención intrahospitalaria, por lo que pueden realizarse en cualquier unidad de segundo nivel (hospitales generales o regionales).
Así mismo, el Lineamiento Técnico para la atención del Aborto Seguro en México hace hincapié en dos leyes federales fundamentales: la NOM-046-SSA2-2005 y la Ley General de Víctimas (LGV). Estas dos últimas normatividades señalan que para acceder a la Interrupción Voluntaria del Embarazo (en caso de violación) no se necesita presentar denuncia previa ante el Ministerio Público o contar con la autorización de éste. Debido al principio de buena fe, el único requisito es una solicitud por escrito bajo protesta de decir la verdad, en la que se manifiesta que dicho embarazo es producto de una violación. El personal de los servicios de salud no está obligado a verificar el dicho de las y los solicitantes. Las personas menores de 12 años requieren autorización de madre, padre, tutor o representante legal. En cambio, las y los menores de edad, pero mayores de 12 años ya no necesitan de aquel permiso (pueden tomar la decisión de manera autónoma). Finalmente, ni la LGV ni la NOM-046-SSA2-2005 establecen límites gestacionales para hacer valer el derecho al aborto cuando existe una agresión sexual. La misma SCJN ha emitido sentencias que validan todo lo anterior (amparos en revisión AR-601/2017, AR-1170/2017, AR-438/2020 y AR-438/2020; controversias constitucionales CC 53/2016 y CC 45/2016).
Finalmente y posterior a la consejería, las y los pacientes tendrían que llenar y firmar formatos sobre el consentimiento informado pues representa el principal instrumento jurídico y ético para que la persona sea dueña efectiva de sus decisiones, como corresponde a su dignidad y autonomía. A través de este documento, las personas usuarias del servicio otorgarán o no su autorización para cada uno de los procedimientos (como la modalidad de abordaje o el método anticonceptivo posterior), las posibles alternativas o los probables riesgos. Así mismo, las y los pacientes tienen el derecho y facultad de poder revocarlo si así lo quieren. En caso de personas con discapacidad transitoria o permanente, el consentimiento informado debería ser suscrito por el familiar más cercano o el tutor / representante legal. En casos extremos, cuando no exista acompañante y la persona usuaria cuenta con una discapacidad, el personal médico (previa valoración y con el acuerdo de por lo menos dos profesionales) podrían otorgar el consentimiento informado.